# 枚岡郵便局
枚岡郵便局（ひらおかゆうびんきょく）は、大阪府東大阪市にある郵便局。民営化前の分類では集配普通郵便局であった。

## 概要
住所：〒579-8799 大阪府東大阪市鷹殿町19-7

## 沿革
- 1908年（明治41年）3月1日 - 枚岡郵便局（三等）として開設[1]。
- 1961年（昭和36年）11月13日 - 和文電報受付および電話通話業務を開始[2]。
- 1979年（昭和54年）4月9日 - 東大阪市豊浦町から、同市鷹殿町に局舎を新築、移転。
- 1998年（平成10年）9月1日 - 外国通貨の両替および旅行小切手の売買に関する業務取扱を開始。
- 2007年（平成19年）10月1日 - 民営化に伴い、併設された郵便事業枚岡支店に一部業務を移管。
- 2012年（平成24年）10月1日 - 日本郵便株式会社発足に伴い、郵便事業枚岡支店を枚岡郵便局に統合。

## 取扱内容
- 郵便、印紙、ゆうパック、内容証明
- 貯金、為替、振替、振込、国際送金、国債、投資信託
- 生命保険、バイク自賠責保険、自動車保険、がん保険、引受条件緩和型医療保険
- ゆうちょ銀行ATM
- 東大阪市内の一部地域（旧枚岡市の区域のうち、生駒山上を除く。「579-80xx」区域）の集配業務
- ゆうゆう窓口

## 風景印
- 図柄は枚岡梅林と枚岡公園の桜、生駒山全景。局名表記は「枚岡」
- 使用開始日は1981年1月26日

## 周辺
- 枚岡警察署
- マックスバリュ瓢箪山店
- 大阪府立枚岡樟風高等学校
- 花園中央公園
- 東大阪市花園ラグビー場

## アクセス
- 近鉄奈良線 瓢箪山駅から徒歩約16分
- 近鉄バス 鷹殿町停留所下車すぐ
- 阪神高速東大阪線 水走出入口もしくは第二阪奈有料道路 西石切ランプから南へ約1.5km
- 国道170号（大阪外環状線）沿い
- 駐車場あり：14台